# ティベリウス・クラウディウス・ナルキッスス
ティベリウス・クラウディウス・ナルキッスス（Tiberius Claudius Narcissus, ? - 54年）は、ローマ皇帝クラウディウスを支えた解放奴隷。

## 経歴

### クラウディウスの解放奴隷として
もとはクラウディウスの奴隷で、主人には非常に忠実な奴隷であった。しかしながら同時に私財を貯えるなどの悪癖もあったといわれ、また皇妃メッサリナと結託、自分の政敵をクラウディウスに促して処刑させるなどもしていたと言われる。この処刑に関しては証拠と呼べるものはなく、あくまでも伝聞に過ぎなかったと言われる。しかし、この一方でナルキッススは解放されても主人クラウディウスにとても忠実であったと言われ、また他の者よりも重責を任せられていたとも言われている。

### メッサリナ殺害
しかしながらメッサリナが放蕩の末、ガイウス・シリウス（Gaius Silius）と二重婚をすると、ナルキッススは独断で彼女を処刑するように命令、新しい妃にアエリア・パエティナとの再婚を推薦する。一説には、母メッサリナを殺された息子ブリタンニクスの報復を恐れたナルキッソスは、ブリタンニクスを帝位継承者から退けるためにこの再婚を画策、クラウディウスの娘と結婚しているファウストゥス・コルネリウス・スッラ・フェリックスを帝位継承者にしようと企んでいたのではないかと後世では考えられている。しかしクラウディウスは自らの妻に小アグリッピナを選択、ナルキッススは自らの保身のために逆にブリタンニクスの取り巻きに近付くようになった。
このような経緯があったのにもかかわらず、クラウディウスはナルキッススを信頼に値する人物として重用しており、彼をプラエトル職にも就任させている。しかし皇妃アグリッピナとの関係は芳しくなく、彼が水路工事の建設を担っていた際にアグリッピナにより資金の横領の咎で告発される。しかし恐らくこれはブリタンニクスを支持している事への牽制と思われた。

### 小アグリッピナとの対立、死
タキトゥスによれば、アグリッピナは同僚の解放奴隷パッラスと不倫関係にあったらしく、この不義をクラウディウスに暴露する事によりアグリッピナとその息子ネロを失脚させる陰謀をめぐらせており、その旨を公然とブリタンニクスの前で語ったと言う。タキトゥスの記述ではいかにも妻アグリッピナに対してクラウディウスが受容的な性格であったかのように書かれているが、スエトニウスとカッシウス・ディオは逆にクラウディウスが妻の不倫をブリタンニクスから聞き及んで、妻のアグリッピナを公然と処罰する意志を明らかにしたと書いている。
いずれにせよアグリッピナは先手を打って、表向きは痛風の治療のためと称してナルキッススをカンパニアへと追いやる事に成功、そしてクラウディウスを毒殺した。そして彼がローマに戻ってくるとすぐに投獄、クラウディウスの死から2週間も経たないうちに処刑した。投獄される前にナルキッススは、ネロによって悪用されるのを防ぐためにクラウディウスの文書を全て燃やしたと言う。